# Mandara (peuple)
Pour les articles homonymes, voir Mandara.

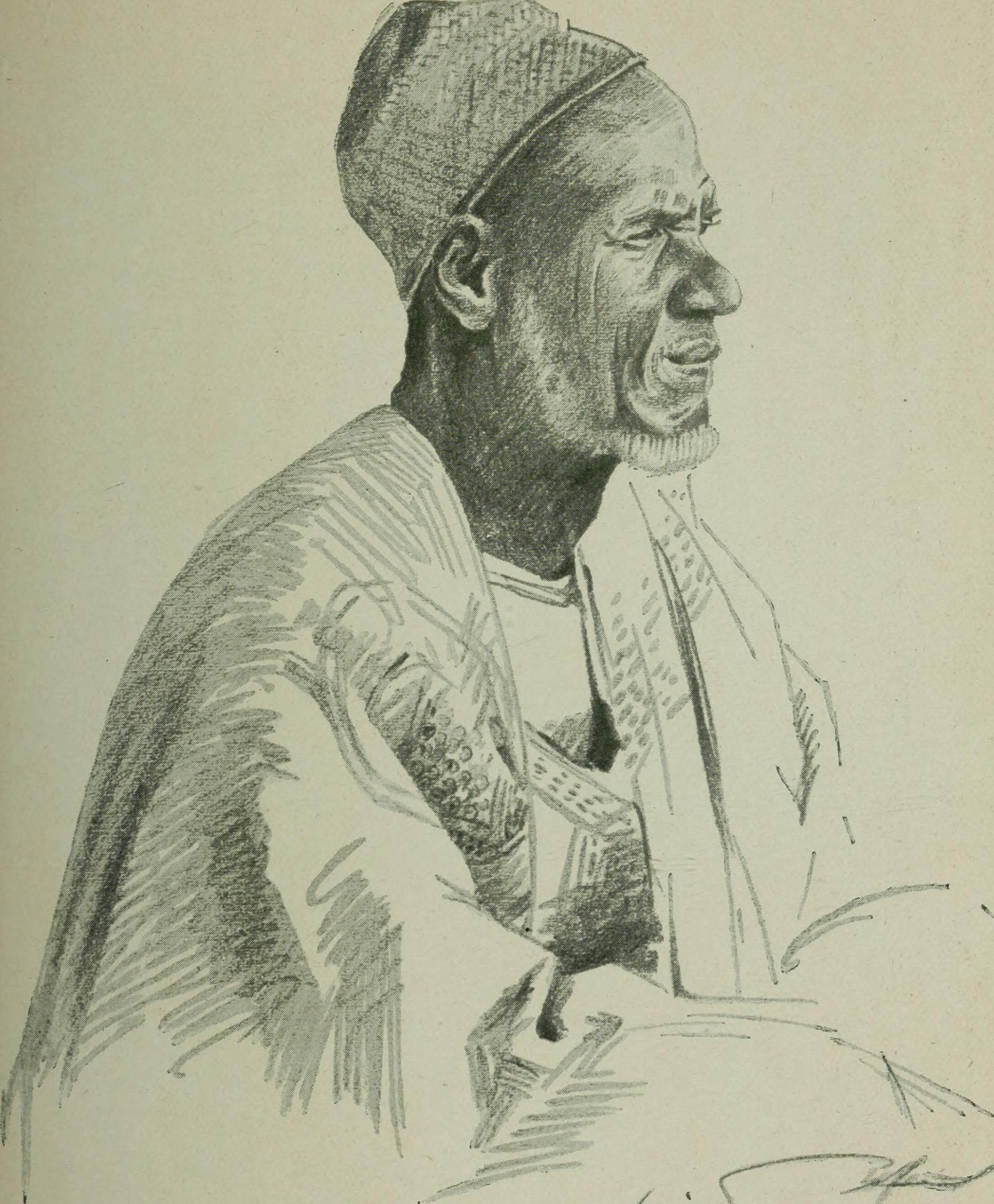
Représentation d'un homme faisant partie des Mandara (1913)

Les Mandara sont une population d'Afrique centrale vivant au nord du Cameroun, dans les monts Mandara. 

## Ethnonymie
Selon les sources et le contexte, on observe quelques variantes : Mandaras, Ndara, Wandada, Wandala, Wandara.

## Langues
Ils parlent des langues mandara, des langues tchadiques.